# 片岡雅裕
片岡 雅裕（かたおか まさひろ、1986年2月11日 - ）は、高知県幡多郡黒潮町出身の競艇選手。登録第4459号。身長155cm。血液型AB型。101期。香川支部所属。同期に篠崎仁志、守屋美穂、末永祐輝らがいる。師匠は秋山広一。

## 来歴
- やまと競艇学校時代、リーグ戦勝率6.04（準優出8　優出3）の成績を残して、卒業記念競走に優出（5着）。
- 2007年11月17日から丸亀競艇場で開催された 一般戦でデビュー（6着）。
- 2008年2月13日、宮島競艇場で開催された 一般戦「第1回日本トーター賞」初日2Rで初勝利（33走目）。
- 2010年3月5日、丸亀競艇場で開催された 一般戦「香川県中部広域競艇事業組合41周年記念」で初優勝（優出4回目）。
- 2017年7月30日、びわこ競艇場で開催された GI「第65回びわこ大賞』6日目（最終日）第12Rで1号艇からイン逃げを決め、GI初優勝を飾る[1]。
- 2018年11月25日、芦屋競艇場で開催された SG「第21回競艇王チャレンジカップ6日目（最終日）第12RでSG初優出。（4着）
- 2021年1月11日、児島競艇場で開催された 一般戦「ファン感謝3days ボートレースバトルトーナメント」で優勝。
- 2022年8月28日、浜名湖競艇場で開催された SG「第68回モーターボート記念」6日目（最終日）第12Rで6号艇からSG初優勝を飾る（決まり手は恵まれ）。なおこのレースは、3号艇の新田雄史、4号艇の白井英治がフライング返還欠場となり、優勝賞金が500万円減の3400万円となっている。また、優勝戦におけるスタート事故が発生したことにより、「GRANDE5」（総理大臣杯・笹川賞・モーターボート記念・全日本選手権・賞金王決定戦）の入着上位3人に対するメダル授与も無くなっている。
- 2023年7月9日、尼崎競艇場において開催された第5回競艇甲子園6日目（最終日）第12R優勝戦で、4コースからまくり差しを決めて初のG2を獲得。さらに11月26日には、三国競艇場において開催された第26回競艇王チャレンジカップを制し、SG2勝目。この優勝で、2年連続2回目の賞金王決定戦出場が確定している。

## 人物・エピソード
- 高校卒業後は陸上自衛隊に入隊しており[2]、配属されていた久居駐屯地で競艇のことを知って競艇選手を志した。